# Tekken (film)
Tekken is een Amerikaanse martialartsfilm uit 2009 geregisseerd door Dwight H. Little. De film is gebaseerd op de gelijknamige reeks computerspellen.

## Verhaal
In het jaar 2039 hebben wereldoorlogen alles vernietigd en worden territoria gerund door bedrijven, waarvan "Tekken" de grootste en machtigste is. Jin Kazama is getuige van de dood van zijn moeder Jun door Tekken-soldaten in een sloppenwijk bekend als Anvil. Jin is uit op wraak en meldt zich aan voor het vechttoernooi Iron Fist Tournament in Tekken City om de leider van Tekken, Heihachi Mishima, te confronteren. 

## Rolverdeling
- Jon Foo - Jin Kazama
  - Dallas Liu - 6-jarige Jin Kazama
- Kelly Overton - Christie Monteiro
- Cary-Hiroyuki Tagawa - Heihachi Mishima
- Ian Anthony Dale - Kazuya Mishima
- Cung Le - Marshall Law
- Darrin Dewitt Henson - Raven
- Luke Goss - Steve Fox
- Mircea Monroe - Kara
- Tamlyn Tomita - Jun Kazama
- Candice Hillebrand - Nina Williams
- Marian Zapico - Anna Williams
- Gary Daniels - Bryan Fury
- Gary Stearns - Yoshimitsu
- Roger Huerta - Miguel Rojo
- Lateef Crowder - Eddy Gordo
- Anton Kasabov - Sergei Dragunov